# Ex oratorio di San Potente
L'ex oratorio di San Potente si trova a Lustignano nel comune di Pomarance.
Competono a questo luogo le memorie di San Potente, un eremita venuto dal mare, forse nel Duecento, la cui solennità, che cade il giorno dopo la Pentecoste, venne tutelata civilmente precettandovi i vessilli comunali di tutta la Montagna Volterrana. Il monaco, scampato al mare, si ritirò in un romitorio a cui, alla metà del Trecento, fu affiancato un oratorio nel quale si svolgeva a maggio la festa del santo con tripudario e giostre.
A fine Ottocento, rovinato l'oratorio, la cui intitolazione è rimasta ad una casa colonica, la festa fu trasferita in quello di San Giovanni e qui si celebrò fino alla metà del Novecento.